# Morgan Padelford
Morgan Padelford (10 octobre 1902 - 17 juin 1994) est un technicien de cinéma américain, spécialiste de la couleur au cinéma.

## Biographie
Morgan Padelford a travaillé sur le procédé Technicolor. Durant la Seconde Guerre mondiale, il a notamment participé à plusieurs longs métrages mêlant animation et prise de vue réelles, pour les studios Disney.

## Filmographie
- 1938 : Les Aventures de Robin des Bois
- 1938 : Heart of the North
- 1938 : Valley of the Giants
- 1939 : Petite Princesse
- 1939 : Dodge City
- 1939 : The Private Lives of Elizabeth and Essex
- 1940 : The Return of Frank James
- 1940 : Down Argentine Way
- 1940 : Chad Hanna
- 1941 : Les Pionniers de la Western Union
- 1941 : That Night in Rio
- 1941 : Blood and Sand
- 1941 : Soirs de Miami
- 1941 : Week-end à la Havane (Week-End in Havana)
- 1941 : Louisiana Purchase
- 1942 : Song of the Islands
- 1942 : Les Rivages de Tripoli (To the Shores of Tripoli)
- 1942 : Le Livre de la jungle
- 1943 : Happy Go Lucky
- 1943 : Les Desperados
- 1943 : Pour qui sonne le glas
- 1943 : Victoire dans les airs
- 1945 : Les Trois Caballeros
- 1947 : Coquin de printemps
- 1948 : Mélodie Cocktail
- 1948 : Danny, le petit mouton noir
- 1948 : Le Fils du désert (3 Godfathers)
- 1949 : Les Chevaliers du Texas (South of St. Louis)
- 1949 : La Charge héroïque (She Wore a Yellow Ribbon)
- 1950 : The Palomino
- 1950 : Le Cavalier au masque (en) (Return of the Frontiersman) de Richard L. Bare
- 1950 : La Tour blanche (The White Tower)
- 1950 : Peggy (en)
- 1951 : Les Diables de Guadalcanal
- 1951 : Les Coulisses de Broadway (Two Tickets to Broadway)
- 1952 : La Peur du scalp
- 1954 : A Bullet Is Waiting
- 1954 : Vingt mille lieues sous les mers
- 1959 : Californie, terre nouvelle (The Young Land)
- 1959 : The Big Circus